# Guará
Pour les articles homonymes, voir Guará (homonymie).
Guará est une municipalité brésilienne de l'État de São Paulo et la Microrégion d'Ituverava.